# Gustav Friedrich von Beyer
Gustav Friedrich Beyer (von Beyer desde 1859; Berlín, 26 de febrero de 1812 - Leipzig, 7 de diciembre de 1889) fue un general de infantería prusiano y ministro de guerra del Gran Ducado de Baden.

## Biografía
Beyer era hijo de un funcionario del gobierno prusiano (Consejero Privado). También era el hermano mayor del futuro alcalde de Potsdam, Alexander Beyer. Se unió al Ejército prusiano en abril de 1829. Entre 1835 y 1838 asistió a la Academia Militar Prusiana como teniente segundo, y en 1846 fue promovido a teniente primero; tomó parte en la supresión de la Revolución de Baden en 1849 con el puesto de adjunto de brigada. Inmediatamente es transferido al estado mayor general y al año siguiente al Ministerio de Guerra, donde se convierte en mayor en 1853 y jefe del departamento central en 1855. Ocupó este puesto durante cinco años y fue ennoblecido en 1859 en testigo de sus servicios. A partir de 1860, Beyer es coronel comandante del 31º Regimiento de infantería. En 1864, es promovido a general de división y toma así la cabeza de la 32ª Brigada de infantería.

### Guerra austro-prusiana
Cuando estalla la guerra austro-prusiana, Beyer recibió el mando de una división combinada de unos 19.000 hombres que provenían de las guarniciones de las fronteras occidentales y entra en el Electorado de Hesse el 16 de junio desde Wetzlar, después de un ultimátum prusiano. A partir del 19 de junio, Beyer se apodera de Kassel sin combatir, la capital del electorado de Hesse. Los militares del electorado de Hesse se refugian en Fulda y Hanau. Junto con Maximilian Duncker, que es el comisario civil prusiano, Beyer asume la administración del electorado de Hesse e interna al elector de Hesse Federico Guillermo.
La división de Beyer formó parte de lo que después se conocería con el nombre de ejército principal (inicialmente Ejército del Oeste) a las órdenes de Vogel von Falckenstein. Después de que los dos regimientos del electorado de Hesse pudieron retirarse hacia el sur a tiempo, es apelado a perseguir a las tropas de Hannover sospechosas de encontrarse cerca de Göttingen. Su división debió avanzar a pie debido a que las vías férreas estaban destruidas. Beyer pasó por Eisenach en dirección a Langensalza pero no tuvo ningún combate con los hanoverianos, que capitularon el 19 de junio de 1866.
Después de unirse con las otras dos divisiones del ejército principal, participa en julio de 1866 en la campaña del Meno contra el ejército federal. Una parte de sus formaciones provoca el 4 de julio en Hünfeld, la huida de la caballería de reserva bávara a las órdenes del príncipe Thurn und Taxis, tras un breve intercambio de tiros. En Hammelburg/Kissigen, Beyer fuerza el paso del Saale el 10 de noviembre. En la batalla de Werbach, partes de la división de Beyer se baten contra la división de Baden y el 25 y 26 de julio de 1866 delante de Wurzburgo con las tropas bávaras en Helmstadt, Uettingen y Roßbrunn.

### Ministro de guerra de Baden
Cuando, tras la paz de Praga, el gran duque Federico I de Baden ordena la modernización completa de la división de Baden según el modelo prusiano, Beyer se traslada a Karlsruhe en 1867 como militar plenipotenciario prusiano. Con la aprobación del alto mando prusiano, entra al servicio del Gran Ducado de Baden el 18 de febrero de 1868 como ministro de guerra y ayudante general del gran duque.

### Guerra franco-prusiana
En 1870, Beyer dirige la división de Baden durante la guerra contra Francia. Su división formó parte del 3º Ejército del príncipe heredero y tomó parte en la batalla de Frœschwiller-Wœrth y después participa en el sitio de Estrasburgo bajo el mando supremo del general August von Werder. Esta unidad se convierte después en el XIV Cuerpo de Ejército.
Poco después de la capitulación de Estrasburgo el 13 de agosto de 1870, Beyer cae gravemente enfermo y no puede retomar el mando de su división hasta el 12 de octubre. El 30 de octubre de 1870, después de una escaramuza, ocupa Dijon y permanece en acción contra el Ejército de los Vosgos de Garibaldi, hasta que debe abandonar de nuevo el mando el 11 de diciembre por motivos de salud.
Incluso antes del tratado de paz, retoma el Ministerio de Guerra. Cuando el 15 de julio de 1871, el Gran Ducado de Baden concluyó un acuerdo con Prusia según el cual los oficiales pasaban al Ejército prusiano, Beyer se convirtió en gobernador de la fortaleza de Coblenza y de Ehrenbreitstein. Es promovido a General de Infantería en 1873. El 22 de marzo de 1877, en reconocimientos a sus servicios, Beyer es nombrado jefe del 39.º Regimiento de fusileros por el emperador Guillermo I.
En 1880, se retira del servicio militar y muere el 7 de diciembre de 1889 en Leipzig de una crisis cardíaca.

## Condecoraciones
- Reino de Hannover: Caballero de la Real Orden Güélfica, 1858[9]
- Gran Ducado de Hesse: Comandante de la Orden de Luis, 2ª Clase, 22 de octubre de 1861[10]
- Reino de Prusia:[11]
  - Caballero de la Orden del Águila Roja, 2ª Clase con Estrella, Hojas de Roble y Espadas, 1866; Gran Cruz con Espadas en Anillo, 9 de julio de 1875[12]
  - Cruz de Hierro (1870), 1ª Clase
  - Cruz de Gran Comandante de la Real Orden de Hohenzollern, con Estrella, 11 de diciembre de 1880[12]
  - Cruz al Servicio
- Gran Ducado de Baden:[11]
  - Gran Cruz de la Orden del León de Zähringen, 1868; con Espadas y Collar Dorado, 1879[13]
  - Comandante de la Orden al Mérito Militar de Carlos Federico, 1870[13]
  - Cruz al Servicio, 1ª Clase
- Imperio ruso:[11]
  - Caballero de la Imperial Orden de Santa Ana, 2ª Clase
  - Caballero de la Imperial Orden de San Estanislao, 2ª Clase